# Noms peut-être
Noms Peut-être  est une "collective"  bruxelloise féministe créé en 2017 et visant à dénoncer l'invisibilisation des femmes dans l'histoire, l'art et l'espace public et proposer des modèles inspirants de femmes pour tous et toutes. Pour ce faire, elle a recours tant à des actions de désobéissance civile qu'à des balades féministes dans l'espace public.

## Missions et objectifs
Les missions énoncées par la "collective" sont les suivantes :
- dénoncer l'invisibilisation des femmes dans l'espace public[3] ;
- questionner sur la place des femmes et l'usage de l'espace public pour mettre en valeur des figures historiques ;
- proposer des modèles inspirants de femmes de Bruxelles et d'ailleurs[4].

## Historique

### Fondation
La "collective" Noms Peut-être a été fondée en 2017 pour entreprendre des actions de désobéissance civile. La première action a été menée dans la nuit du 08 novembre dans les Marolles, quartier de Bruxelles. Les participantes sont allées de nuit coller des plaques de rue sous leur nom officiel, en les réattribuant à des femmes. Parmi les noms choisis lors de cette première action, on trouve entre autres : Simone Veil, Toni Morrisson, Ada Lovelace, Mum Bett Freeman, Kim Clijsters et Justine Henin.

### Université libre de Bruxelles
En avril 2018, à la suite de la sollicitation d'étudiantes de l'Université libre de Bruxelles, une action de désobéissance civile est menée en collaboration avec le Cercle féministe de l'ULB pour renommer certains auditoires. Le but de cette action est, selon la "collective", de « sensibiliser le milieu universitaire à l’invisibilisation des femmes ». En effet selon elle, souvent leurs recherches ont été minimisées, leurs projets scientifiques ont été volés ou remis en question inutilement.
À la suite de cette action, L'ULB décide en juin 2018 de renommer 5 auditoires du Campus Erasme avec les noms suivants :
- Lise Thiry – Médecine
- Madeleine De Genst – Sciences de la Motricité
- Louise Popelin – Pharmacie
- Elisabeth Wollast – École de Santé publique
- Isala Van Diest – Médecine

### STIB
Plusieurs actions vont viser la Société des transports intercommunaux de Bruxelles (STIB), qui a choisi très peu de noms de femmes dans ses arrêts de bus ou tram, alors que modifier les noms d'arrêts est moins contraignant administrativement que de modifier des noms de rue. Une première action a eu lieu le 8 mars 2019, suivi d'une autre l'année suivante à la même date dans plusieurs stations de métro. D'après la "collective", sur 59 stations de métro, 33 font référence à des personnes : parmi elles, 29 hommes, et seulement 4 femmes. Les stations sont rebaptisées avec les noms suivants : Josephine Baker, Fatima Al-Fihriya, Christine de Pizan, Christine Jorgensen, Léonie Lafontaine, Elisabeth Catlett, Lucia De Brouckère, Helen Keller, Marguerite Tiste, Aoua Keïta, Isala Van Dienst, Fanny Mendelsohn, Louise Weiss.

### EqualStreetNames
Réalisé en 2020 en collaboration avec Open Knowledge Belgium, le projet EqualStreetNames a permis de recenser la part de noms d'hommes et de femmes présents dans les rues de la région de Bruxelles. Sur les 5486 noms de rue, 2168 (39.52%) sont attribués à une personne, et lors de la création du projet, l'analyse des données révèlent que seuls 6% des rues bruxelloises portent le nom d'une femme. En mai 2023, cette part est passée à 7,38 %.

### Tour et Taxis
Lors de la rénovation du site Tour et taxis, Noms Peut-être a rencontré des représentants d'Extensa, chargés des rénovations, et de la Ville de Bruxelles. Le chantier prévoit en effet la création de nouvelles rues, et d'après la collective c'est l'occasion de pouvoir honorer des femmes, et ce d'autant plus qu'en 2016 la Ville de Bruxelles avait constitué une liste de "femmes illustres pour nommer ses futurs places, rues, bâtiments". Or finalement, sur les 26 nouveaux noms de rue, seulement deux leur seront attribués : Chantal Akerman et Isala Van Dienst.
La "collective" a également critiqué le nom donné à la Place des Grands Hommes, qui selon ses membre perpétue une vision patriarcale de l'histoire. À la suite de cette critique un nom supplémentaire est ajouté : celui d'Anna Boch.

### Balades féministes
Depuis 2018, Noms Peut-être propose des balades féministes dans une volonté de sensibiliser les citoyens à l'histoire des femmes et mieux faire connaitre leur participation à l'histoire locale et mondiale. Un premier itinéraire a été créé dans le centre, suivi d'un deuxième dans les Marolles, également disponible en balade sonore. Depuis 2022, Noms peut-être propose également un itinéraire à Ixelles et un autre à vélo sur les statues de femmes.

### Autres projets et actions

#### Analyse des fresques BD
La Ville de Bruxelles a choisi de mettre en avant le patrimoine culturel de la Bande Dessinée belge en finançant la réalisation de plusieurs fresque BD à travers la ville. Noms Peut-être a procédé à une analyse détaillée des fresques et des contenus parfois racistes et sexistes que certaines véhiculent. L'analyse sur la recontextualisation de ces fresques et le positionnement de la collective sont détaillés sur leur site.

#### Participation au colloque de Genève
En avril 2023, Noms Peut-être a été invité au premier forum thématique Genre, noms de lieux et espace public par la chaire UNESCO en toponymie inclusive à Genève afin de partager son expertise sur le sujet.